# Lista de filmes de Bollywood (década de 1970)
Este anexo lista os filmes de Bollywood da década de 1970 (1970-1979). Os filmes estão organizados por ano e listados por ordem alfabética.

## Top 10 (1970-1979)
Top 10 dos filmes de Bollywood da década de 1970:
| Cotação | Filme                  | Ano  | Receita (Ind Rs)  |
| ------- | ---------------------- | ---- | ----------------- |
| 1.      | Sholay                 | 1975 | Rs. 162,97,00,000 |
| 2.      | Bobby                  | 1973 | Rs. 85,25,00,000  |
| 3.      | Muqaddar Ka Sikandar   | 1978 | Rs. 80,90,00,000  |
| 4.      | Roti Kapada Aur Makaan | 1974 | Rs. 76,98,00,000  |
| 5.      | Amar Akbar Anthony     | 1977 | Rs. 74,21,00,000  |
| 6.      | Dharam Veer            | 1977 | Rs. 69,09,00,000  |
| 7.      | Johny Mera Naam        | 1970 | Rs. 68,89,00,000  |
| 8.      | Jai Santoshi Maa       | 1975 | Rs. 67,81,00,000  |
| 9.      | Sanyasi                | 1975 | Rs. 61,03,00,000  |
| 10.     | Dus Numbri             | 1976 | Rs. 58,13,00,000  |